# Castiglion Fibocchi
Castiglion Fibocchi est une commune de la province d'Arezzo dans la région Toscane en Italie.

## Administration
| Période                                  | Période  | Identité            | Étiquette                | Qualité |
| ---------------------------------------- | -------- | ------------------- | ------------------------ | ------- |
| 16 mai 2011                              | En cours | Salvatore Montanaro | Vivi Castiglion Fibocchi |         |
| Les données manquantes sont à compléter. |          |                     |                          |         |

### Hameaux
Gello Biscardo

### Communes limitrophes
Arezzo, Capolona, Laterina, Loro Ciuffenna, Talla, Terranuova Bracciolini

### Jumelage
- Veurey-Voroize (France) depuis 1991